# Libá
Libá är en ort i Tjeckien.   Den ligger i regionen Karlovy Vary, i den västra delen av landet, 160 km väster om huvudstaden Prag. Libá ligger 506 meter över havet och antalet invånare är 600.
Terrängen runt Libá är platt åt nordväst, men åt sydost är den kuperad. Runt Libá är det ganska tätbefolkat, med 65 invånare per kvadratkilometer. Närmaste större samhälle är Cheb, 11,5 km sydost om Libá. Omgivningarna runt Libá är en mosaik av jordbruksmark och naturlig växtlighet.